# Potorous
Potorous són un gènere de marsupial. Totes les espècies viuen a Austràlia.

## Classificació
- SUBORDRE MACROPODIFORMES
  - Família Potoroidae
    - Subfamília Potoroinae
      - Gènere Potorous
        - Cangur rata de Gilbert, Potorous gilbertii
        - Cangur rata de peus llargs, Potorous longipes
        - Cangur rata de cara ampla, Potorous platyops †
        - Cangur rata de musell llarg, Potorous tridactylus